# Literackie Stowarzyszenie Armii Czerwonej i Marynarki Wojennej
Literackie Stowarzyszenie Armii Czerwonej i Marynarki Wojennej, ros. Литературное объединение Красной Армии и Флота (ЛОКАФ) – stowarzyszenie literatów radzieckich, utworzone w lipcu 1930.
W 1931 Stowarzyszenie rozpoczęło wydawanie gazety pod tytułem jak nazwa, następnie przemianowany na Znamia (ros. Знамя), a w Leningradzie - Załp (ros. Залп). Po decyzji partii o ustanowieniu jednolitego Związku Pisarzy (ros. Союза писателей) Stowarzyszenie zostało w 1932 rozwiązane.